# Жан Жозеф Пол Огюстен
Жан Жозеф Пол Огюстен, Маркиз Десол (на френски: Jean Joseph Paul Augustin, Marquis Dessolles) е френски държавник и военен деец, дивизионен генерал (1799), участник в революционните и наполеоновите войни. Министър-председател на Франция от 29 декември 1818 до 18 ноември 1819. Името му е гравирано на Триумфалната арка в Париж.

## Биография
Жан-Жозеф е роден в благородническо семейство. Баща му Жозеф дьо Сол е адвокат в парламента на Ош. Майка му Франсоаз е дъщеря на мускетар. Той е племенник на епископа на Шамбери.
След като постъпва на военна служба през 1792 г., той е избран от своите другари войници за капитан на 1-ви батальон от доброволци на департамент Жер. Служил е в армията на Западните Пиренеи.
От 1796 до 1797 г. се бие в редиците на италианската армия. Отличава се на 10 май 1796 г. в битката при Лоди. На 31 май 1797 г. е произведен в бригаден генерал, а на 14 юни ръководи бригада в 4-та пехотна дивизия. На 16 ноември 1797 г. той е назначен за комендант на Анкона. Участва във всички военни действия до сключването на Леобенския договор.
През март 1799 г. той е прехвърлен в Хелветската армия и служи като началник-щаб на италианската армия на генерал генерал Моро и се отличава няколко пъти. През 1799 г. е повишен в дивизионен генерал. По време на кампанията на Суворов в Италия участва в битката при Нови. След това оглавява щаба на армията на Рейн и се отличава в битката при Хоенлинден. За своята смелост и управление той получава прозвището „Деций на френската армия“. След сключването на Люневилския мир преминава на цивилна служба.
На 3 юли 1802 г. в Париж той се жени за Ан Пико дьо Дампиер, дъщеря на генерал Огюст Анри Мари Пико Дампиер, който е гилотиниран от якобинците. Той има дъщеря Хелен (1803 – 1864), която омъжва за херцог от фамилията дьо Ларошфуко, представител на старата френска аристокрация.
На 6 юни 1803 г. той е назначен за командир на резервната дивизия на армията на Хановер в Девентер. През февруари 1805 г. той става управител на двореца Версай. На 14 май 1805 г. получава поста началник-щаб на корпуса на маршал Жан Лан, но поради приятелството си с Моро отказва това назначение и се оттегля в имението си близо до Ош. През 1806 г. е уволнен от служба поради приятелството си с генерал Моро и до 1808 г. остава без назначение, всъщност в изгнание. Причината за това е конфликтът на Огюстен с Наполеон, който го подозира във враждебни намерения (кореспонденцията по този въпрос между Наполеон и Жозеф Фуше е запазена) и се опитва да го дистанцира от себе си.
На 30 юли 1808 г. той се връща на активна служба с назначение в испанската армия. Той ръководи дивизия по време на Полуостровната война в Испания. Той се отличава в битката при Оканя, близо до прохода Сиера Морена, а след това окупира Кордоба, където става комендант и е запомнен с хуманното си управление.
След това Огюстен се завръща във Франция (през февруари 1811 г.) и остава там до март 1812 г., когато е назначен за началник-щаб на 4-ти корпус на Йожен дьо Боарне. На тази позиция той заминава за Руската кампания, но поради лошо здраве се връща в Париж от Смоленск.
В навечерието на първата реставрация на Луи XVIII през 1814 г., временното правителство назначава Огюстен за главнокомандващ на Националната гвардия на Франция; Шарл X го назначава за член на Временния държавен съвет; накрая, след като пристигна в Париж, кралят го назначава за държавен министър, пер на Франция, генерален инспектор на цялата национална гвардия, командир на Ордена на Св. Луис и Велик офицер на Почетния легион. Целият този дъжд от награди се изсипа върху Огюстен благодарение на усилията, които прави, за да убеди цар Александър I да се откаже от подкрепата си за плана на Хабсбургите да оставят Мария Луиза, дъщеря на императора на Австрия Франц I, като регент на Франция за Наполеон II и да възстанови династията Бурбон на френския престол.
По време на Стоте дни генерал Огюстен остава поддръжник на династията Бурбони. При втората реставрация той става министър на външните работи и председател на Съвета на министрите на Франция (министър-председател) през декември 1818 г. Правителството на Огюстен е относително либерално и е подложено на натиск от реакционери от вътрешния кръг на краля, така че той подава оставка по-малко от година по-късно. Огюстен е запомнен от французите като „Le ministre honnête homme“ („министърът джентълмен“) и впоследствие се противопоставя на нарастващата реакция като поддръжник на гражданските свободи.
Огюстен умира през ноември 1828 г. в замъка си „Monthuchet в Sol-le-Chartres“ (департамент Есон). Погребан е в гробището Пер Лашез (отдел 28).
Странните обрати в съдбата на Огюстен се дължат на факта, че през 1790-те години той е еднакво близък както с Наполеон Бонапарт, така и с генерал Моро. Бонапарт, който оценява Огюстен за действията му в италианската кампания, все още не му вярва, подозирайки го, че има връзки с поддръжниците на Моро; Огюстен от своя страна категорично защитава Моро пред Наполеон. Имайки репутация на талантлив и подценяван генерал, Огюстен се оказва изключително търсен през годините на Реставрацията, когато Луи XVIII начело на държавата се нуждае от хора, на които може да се довери и на които антикралското френско общество също би имало доверие. Въпреки това, след като демонстрира своята почтеност и тук, Огюстен скоро се пенсионира, убеден в невъзможността да следва собствената си политика и не желае да последва примера на реакционерите.